# José Inocente Lugo
José Inocente Lugo Gómez Tagle (Santa Ana del Águila, Guerrero, 25 de diciembre de 1871 — Ciudad de México, 26 de noviembre de 1963) fue un abogado, político y revolucionario mexicano que fungió como gobernador del estado de Guerrero durante dos periodos: 1911-1913 y 1935-1937 (provisional) y Gobernador del entonces Distrito Norte del Territorio Federal de la Baja California durante el periodo de 1922-1923, entre otros cargos en la función pública.

## Primeros años
Nacido el 25 de diciembre de 1871, en la población de Santa Ana del Águila, municipio de Ajuchitlán del Progreso, en la región de Tierra Caliente del estado de Guerrero, siendo sus padres Don Manuel Lugo Díaz y María Gómez Tagle de Lugo, de familia modesta que con sus pequeños ingresos le dieron la oportunidad de realizar sus estudios superiores, que desde pequeño había mostrado dedicación y aprovechamiento. En 1890, ingresa al Heroico Colegio Militar de Chapultepec donde estudia por tres años una ingeniería. Retorna a Morelia, Michoacán para continuar sus estudios de leyes en el colegio de San Nicolás —donde ya había ingresado desde 1881—, allí obtiene su título de abogado hasta 1896.

## Revolucionario y político
Para 1897 regresa a su región natal y se establece en Coyuca de Catalán con un despacho jurídico. En esa misma ciudad funda el Club Liberal Ignacio Manuel Altamirano en 1900. En 1908, fungió como Fiscal del Tribunal Superior de Justicia del Estado. Al declararse la Revolución mexicana, con plenas y fieles ideas liberales se suma al movimiento maderista, adhiriéndose al grupo del Ingeniero Alfredo Robles Domínguez teniendo contacto y colaboración directa con los generales y comandantes revolucionarios como Emiliano Zapata, General Gertrudis Sánchez, Plutarco Elías Calles, Álvaro Obregón, Adolfo de la Huerta, Joaquín Amaro y Francisco I. Madero. Este último, le otorgó el grado de Coronel en el ejército. Al permanecer muy internado militarmente durante los combates revolucionarios, en uno de los cuales fue hecho prisionero siendo casi fusilado.
Posteriormente, ocupó los cargos de diputado y senador por el estado de Guerrero al Congreso de la Unión. Por mérito a sus servicios fue designado Gobernador Constitucional del Estado de Guerrero tomando posesión el 1 de diciembre de 1911. Al darse los sucesos de la Decena Trágica en febrero de 1913, se declaran desaparecidos los poderes en el estado de Guerrero y es apresado por el general huertista Manuel Zozaya y enviado a la Ciudad de México, trayecto del cual logra escapar a Tierra Caliente donde se une a las fuerzas del General Gertrudis Sánchez contra Victoriano Huerta. Durante este periodo, es nombrado Jefe del Estado Mayor de la División del Sur y meses después ascendido a General Brigadier. Fue delegado de la Convención de Aguascalientes en octubre de 1914, en la que fungía como vocal. Años después, participa en los proyectos de legislación laboral de los artículos 5.º, 27 y 123 de la Constitución. Para 1920, ocupa el cargo de subsecretario de gobernación del presidente Adolfo de la Huerta y dos años después Gobernador del distrito Norte del Territorio Federal de la Baja California durante el periodo de 1922-1923 donde se desempeñó con grandes obras materiales de importancia en la región. Posteriormente, ocupó otros cargos como Presidente del Supremo Tribunal Militar y Jefe del Departamento de Justicia Militar de la Secretaría de Guerra y Marina, entre otros. Obtuvo el grado de General de Brigada del Ejército Mexicano con antigüedad de 1932.
El 5 de noviembre de 1935, el Senado de la República lo designa Gobernador Provisional del Estado de Guerrero, luego de que se declarara la desaparición de los poderes en dicho estado durante el gobierno de Gabriel R. Guevara. En su gobierno, por decreto n.º 33 publicado el 25 de julio de 1936, renombra la entonces población de Pungarabato con el nombre de Ciudad Altamirano, en honor al escritor guerrerense Ignacio Manuel Altamirano; controló un reordenamiento político destituyendo los gran cantidad de consejos guevaristas del anterior gobierno. También se destacó con obras materiales en la construcción de la carretera Iguala - Ciudad Altamirano, de igual manera condonó a los ciudadanos y comerciantes que tenían recargos de las contribuciones adeudadas al gobierno hasta el 31 de diciembre de 1935. Luego de finalizar su gobierno, para 1940 se retira del Servicio Activo del Ejército perteneciente al grado de General de Brigada debido a su edad.

## Últimos años
En sus últimos años, retirado del ámbito laboral, es homenajeado y condecorado por varias organizaciones civiles y militares debido a su dedicada y fiel labor que llevaría a lo largo de su vida política y revolucionaria. Para el año de 1961 es galardonado por el Senado de la República con la medalla de Belisario Domínguez, la cual se le otorga a los personajes ilustres del país.
Muere en la Ciudad de México el 26 de noviembre de 1963.